# Coffret Tout Studio
Le coffret tout studio est une compilation d'Anne Sylvestre, parue chez EPM Musique en 2008. C'est l'intégrale de ses chansons (hors répertoire pour enfants) regroupées en 15 CD.

## Histoire
Cette intégrale est annoncée en 2007. Elle sort en octobre-novembre 2008.
Les cinq premiers CD ne sont pas commercialisés en dehors de ce coffret.
Ce coffret contient deux chansons inédites : « Le Bonheur quotidien » et « Pourquoi pas La Rochelle ».

## Albums
- CD 1 : Anne Sylvestre chante… - La Femme du vent
- CD 2 : Vous aviez ma belle - T'en souviens-tu la Seine
- CD 3 : Lazare et Cécile - Berceuse pour moi
- CD 4 : Mousse - Aveu (début)
- CD 5 : Aveu (fin) - Abel, Caïn, mon fils
- CD 6 : Les Pierres dans mon jardin - Une sorcière comme les autres
- CD 7 : Comment je m'appelle - J'ai de bonnes nouvelles
- CD 8 : Dans la vie en vrai - Écrire pour ne pas mourir
- CD 9 : Tant de choses à vous dire - La Ballade de Calamity Jane
- CD 10 : D'amour et de mots
- CD 11 : Au bord de La Fontaine
- CD 12 : Les Arbres verts
- CD 13 : Partage des eaux
- CD 14 : Les Chemins du vent
- CD 15 : Bye mélanco[1]